# Дотан, Труде
Труде Дотан (нем. Trude Dothan, урождённая Труде Кракауэр, нем. Trude Krakauer; 12 октября 1922, Вена — 28 января 2016) — израильский археолог австрийского происхождения, лауреат Премии Израиля.
До выхода в отставку была профессором Еврейского университета в Иерусалиме. Считается авторитетом в археологии филистимского периода, в особенности их керамики. Её классификация филистимской керамики, несмотря на критику, в целом получила широкое распространение как основа датировки филистимских находок.

## Биография
Родилась в еврейской семье в Австрии. В возрасте 10 лет вся семья эмигрировала в подмандатную Палестину. В середине 1940-х гг. начала обучение в Еврейском университете в Иерусалиме, а в 1945—1946 гг. впервые приняла участие в раскопках, в Бет-Йерах. В 1948—1950 гг. служила в ЦАХАЛ, участвовала в израильско-арабской войне 1948 г., что не помешало ей в 1950 г. защитить магистерскую диссертацию. В том же году вышла замуж за Моше Дотана, также известного археолога.
Во время воинской службы ей удалось принять участие в раскопках в Тель-Касиле, где она впервые столкнулась с культурой филистимлян, которой посвятила большую часть своей учёной карьеры. В 1961 г. защитила докторскую диссертацию. В следующем году получила постоянную должность в Еврейском университете. С 1977 по 1982 г. возглавляла археологический факультет данного университета. Также была приглашённым лектором в Принстонском, Брауновском, Калифорнийском университетах и в Нью-Йоркском институте искусств (en:New York Institute of Fine Arts). Принимала участие в управлении Музеем Израиля в Иерусалиме. В 1998 году Труде Дотан была присуждена Премия Израиля в области археологии.

## Раскопки
Возглавляла следующие раскопки:
- Тель-Хацор, при участии Игаэля Ядина, 1952, 1955—1960
- Эйн-Геди, при участии Беньямина Мазара, 1961—1962
- Афиену (Кипр), при участии Амнона Бен-Тора, 1971—1972
- Дейр эль-Бала, 1972—1980
- Экрон, при участии Сеймура Гитина, 1982—1996.

## Публикации
Выпустила множество работ, в том числе около 40 — по материалам раскопок Тель-Микне (бывший город Экрон). Ниже приведена лишь небольшая выборка:
- T. Dothan, Excavations at the Cemetery of Deir el-Balah, Qedem 10, Jeruzalem, 1978.
- T. Dothan, S. Gitin, Tel Miqne (Ekron): Excavation Report I, Jeruzalem, 1981.
- T. Dothan, S. Gitin, Tel Miqne (Ekron): Excavation Report II, Jeruzalem, 1982.
- T. Dothan, The Philistines and Their Material Culture, Jeruzalem, 1982 (Hebreeuws 1967).
- T. Dothan - M. Dothan, People of the Sea. The Search for the Philistines, New York, 1992.
- T. Dothan, S. Gitin, Miqne, Tel (Ekron), in: E. Stern (ed.), The New Encyclopedia of Archaeological Excavations in the Holy Land, Jeruzalem, 1997, vol. III, pp. 1051 −1059.
- T. Dothan, Philistines (Early), in: E.M. Meyers (ed.), The Oxford Encyclopedia of Archaeology in the Near East, New York, 1997, vol. IV, pp. 310–311.
- T. Dothan, Tel Miqne-Ekron-The Aegean Affinities of the Sea Peoples (Philistines) Settlement in Canaan in lron Age I, in: S. Gitin (ed.), Recent Excavations in Israel: A View to the West. Reports on Kabri, Nami, Tel Miqne-Ekron, Dor and Ashkelon, Dubuque, 2005, pp. 41–60.